# Jos-Plateaustaalvink
De Jos-Plateaustaalvink (Vidua maryae) is een vogel uit de familie van de Viduidae. De soortnaam is vernoemd naar het Josplateau in Nigeria.

## Verspreiding en leefgebied
Deze soort is endemisch in het noorden van Nigeria.